# توکانچه‌های دورنگ
توکانچه‌های دورنگ(نام علمی: Selenidera) نام یک سرده از تیره توکان است.

## گونه‌ها
- توکانچه گینه‌ای،  Selenidera culik
- توکانچه کاکل‌قهوه‌ای،  Selenidera nattereri
- توکانچه طوق‌طلایی،  Selenidera reinwardtii
- توکانچه گولد،  Selenidera gouldii
- توکانچه نوک‌خال‌خالی،  Selenidera maculirostris
- توکانچه گوش‌زرد،  Selenidera spectabilis